# Maximilian Mayr
Maximilian Mayr (* 1. Januar 1820 in Sterzing; † 7. August 1883 in Völs) war von 1879 bis 1883 Propst von Kloster Neustift bei Brixen.

## Leben
Maximilian Mayr, Profess am 6. Januar 1844, Priesterweihe am 28. Juli 1844, war vor seiner Wahl teils in der Seelsorge, teils in verschiedenen Stiftsämtern tätig, als Präfekt der Sängerknaben, Ökonom, Stiftsdekan und zugleich Novizenmeister. 1878 wurde er Pfarrer der Stiftspfarre Olang und als solcher am 27. August 1879, nach einem Interregnum von beinahe vier Monaten, zum Prälaten gewählt.